# Botevo, Vrața
Botevo (în bulgară Ботево) este un sat în comuna Hairedin, regiunea Vrața,  Bulgaria. 

## Demografie
Componența etnică a satului Botevo
     Bulgari (95,06%)
     Nicio identificare (4,93%)
     Altele (0%)
La recensământul din 2011, populația satului Botevo era de 81 locuitori. Din punct de vedere etnic, majoritatea locuitorilor (95,06%) erau bulgari. Pentru 4,93% din locuitori nu este cunoscută apartenența etnică.